# Caso pegativo
En lingüística , el caso pegativo (abreviado peg) es un caso gramatical hipotético que marca prototípicamente al agente de una acción de dar.
El caso ha sido postulado por el lingüista danés Søren Wichmann para la variedad Azoyú del idioma tlapaneco , que parece ser el único idioma natural que usa tal caso. Wichmann escribe que tiene:

... basado 'Pegativo' en el griego πηγή, que significa 'origen, fuente, emanación, etc.' proporcionar un nombre para un caso que prototípicamente se refiere a un donante en lugar de un receptor.

Sin embargo, el sistema de casos tlapaneco postulado es verbal, y es controvertido si realmente existe un caso verbal como tal.